# ترنچیانسکه تپلیتسه
ترنچیانسکه تپلیتسه (به آلمانی: Trentschinteplitz) یک سکونتگاه مسکونی در اسلواکی با جمعیت ۴٬۲۹۷ نفر است که در Trenčín District واقع شده‌است.